# 批评和自我批评

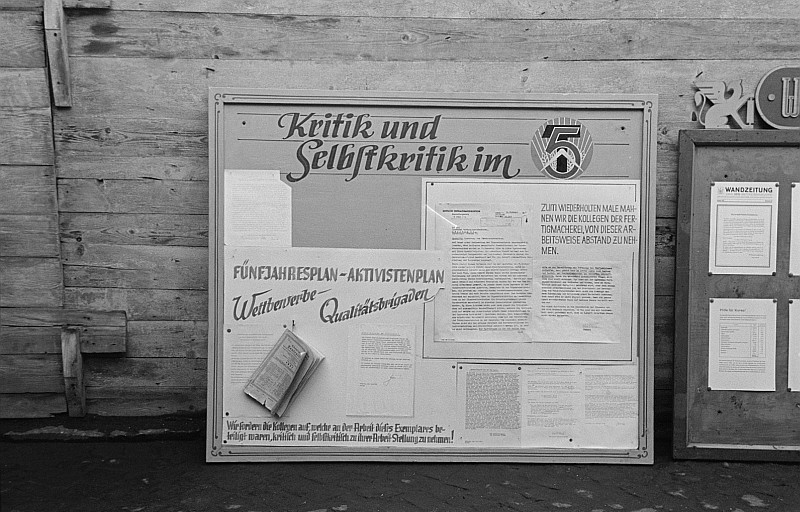
批评和自我批评在莱比锡的海报

批评和自我批评是中国共产党总结出的党内政治生活的方法，是共产主义运动中产生的。

## 历史
1927年4月，中共五大的部分代表批评了陈独秀的右倾投降主义，陈独秀自己也作了一些检讨。虽然没有从根本上扭转党的错误路线，但说明中共开始将“批评与自我批评”运用到党的实践活动中。1927年8月，八七会议进一步批判和纠正了陈独秀右倾机会主义错误。1935年1月中国共产党在遵义召开了具有历史意义的中共中央政治局扩大会议即遵义会议，通过批评和自我批评等办法，第一次由中国党独立自主地解决中国革命中最重大的问题，把马列主义与中国革命实际一步步结合起来，这表明中国共产党走向成熟。1937年8月在延安油印发表的《矛盾论》就写出了“共产党内的矛盾，用批评和自我批评的方法去解决”。 
1939年，中共中央中原局书记刘少奇在《论共产党员的修养》首次将批评和自我批评联系起来。
延安整风运动前，毛泽东的《反对党八股》中表示，对于偶然犯错误的同志“须使用批评和自我批评的方法”。在《关于整顿三风》中进一步阐明“批评是批评别人，自我批评是批评自己。批评和自我批评是一个整体，缺一不可”。对于党内外各种各样的意见，都要充分发表出来，“要做到‘知无不言，言无不尽；言者无罪，闻者足戒；有则改之，无则加勉’”。
1945年的《关于若干历史问题的决议》认为必须在党内“展开批评和自我批评”。1945年4月，中共中央政治局主席毛泽东在中国共产党第七次全国代表大会上明确把“理论和实践相结合的作风”、“人民群众紧密地联系在一起的作风”和“自我批评的作风”确立为中共三大优良作风，并在随后审议通过的《中国共产党章程》总纲中写入“中国共产党应该用批评和自我批评的方法，经常检讨自己工作中的错误与缺点，来教育自己的党员和干部，并及时纠正自己的错误”。
1950年4月19日，中共中央发出有关新闻工作的文件《关于在报纸刊物上展开批评和自我批评的决定》。1956年中共八大审议通过的《中国共产党章程》首次将批评和自我批评列为党员的义务和党组织的任务。1962年，毛泽东说：“批评和自我批评是一种方法，是解决人民内部矛盾的方法，而且是唯一的方法。”
1980年2月，中共十一届五中全会通过的《关于党内政治生活的若干准则》，指出：“我们党在长期的革命斗争中，特别是经过延安整风运动和党的第七次代表大会，全面总结了处理党内关系的正反两方面的经验，逐步形成了以实事求是、理论联系实际、党员和领导密切联系群众、开展批评与自我批评，坚持民主集中制为主要内容的党内政治生活准则。”2001年9月，中共十五届六中全会通过的《中共中央关于加强和改进党风建设的决定》，再次强调“理论联系实际”、“密切联系群众”、“批评与自我批评”等优良作风。在中共中央總書記習近平執政時期召開的民主生活會上亦有提及要開展批评和自我批评。